# Garde du corps
Ne doit pas être confondu avec Garde-corps.
Pour les articles homonymes, voir Officier de sécurité.
 (décembre 2019).
Un officier de sécurité  ou garde du corps est un individu dont la fonction est de protéger une personne en cas de tentative d'agression ou les biens qu'elle portent en cas de tentative de vol.

## Définition

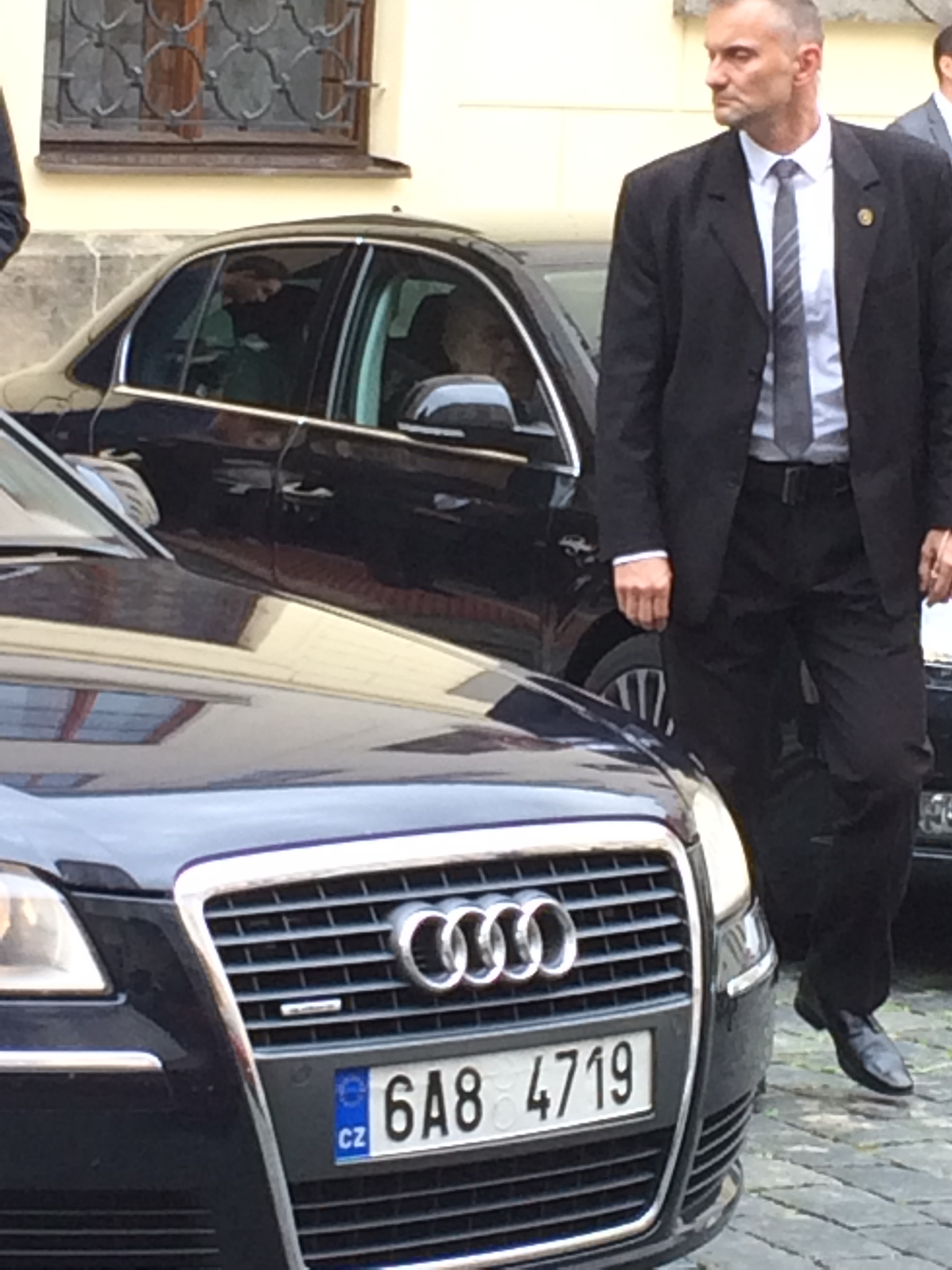
Garde du corps du président tchèque Miloš Zeman.

Le terme « garde du corps » est employé par les médias et le langage courant pour désigner un « officier de sécurité » ou « agent de protection rapprochée ».  Le mot « gorille » est quelquefois employé dans le langage familier (source dictionnaire Larousse).
Dans le secteur de la sécurité privée, les termes utilisés sont « agent de protection rapprochée », « A3P » (« agent de protection physique de personnes ») ou « officier de sécurité ».

## Personnes protégées

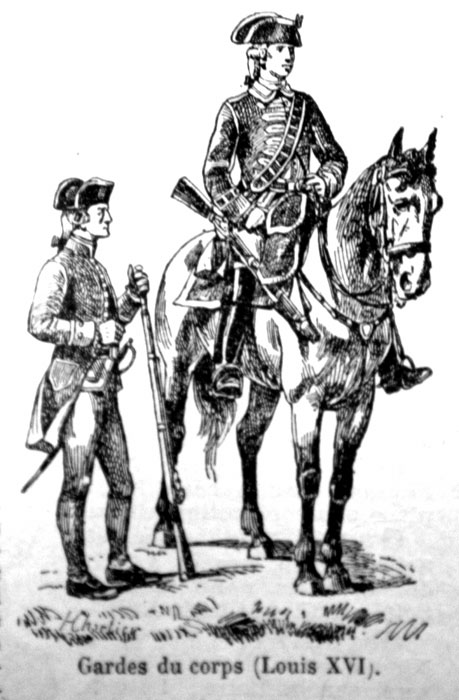
Représentation des gardes du corps du roi, sous Louis XVI.

Divers types de personnes peuvent avoir besoin de protection rapprochée. Il s'agit en général de personne ayant une exposition médiatique, mais pas seulement :
- Personnalités politiques ;
- Personnalités du monde des affaires ;
- Membres de familles royales ;
- Célébrités (du spectacle, des sports ou des médias, journalistes, auteurs, etc.) ;
- Figures religieuses de premier plan ;
- Témoins pouvant être soumis à des menaces graves ;
- Particuliers ayant reçu des menaces sérieuses.

Les personnes occupant une même fonction ne sont pas exposées aux mêmes risques selon les pays et ne bénéficient pas du même niveau de protection.

## Histoire
Historiquement, on trouve en France la première acception de ce terme sous Philippe-Auguste, qui institue cette charge en 1192. C'est une partie des sergents d'armes qui constitue dès lors les premiers gardes du corps destinés à la protection de sa personne. On peut voir ici la résurgence du principe de la garde prétorienne, qui assurait dans l'antiquité la protection de l'empereur. Dans le cas de la garde du corps de Philippe-Auguste, les membres la constituant appartenaient à la noblesse. Cette fonction officielle sera supprimée en tant que telle en 1792, en même temps que les Gardes de la manche (un corps de vingt-quatre gentilshommes ne quittant pas le roi, créé par Charles VII). Louis XVIII rétablira ces deux corps, qui seront à nouveau dissous en 1830. Le 24 mars 1854, Napoléon III crée par décret l'escadron des cent-gardes à cheval, corps de cavaliers d'élite chargé de sa protection.
Au Japon, l'équivalent de ce rôle est tenu par le yojimbo (« garde du corps » en japonais). Le terme « rōnin » est également utilisé au Japon médiéval pour désigner un garde du corps, les rōnin (浪人) étaient des samouraïs sans maître. Un samouraï qui se retrouvait désœuvré et sans son maître était ainsi contraint de vendre ses services à la cause du plus offrant comme mercenaire ou garde du corps.

## Choix de non-accompagnement

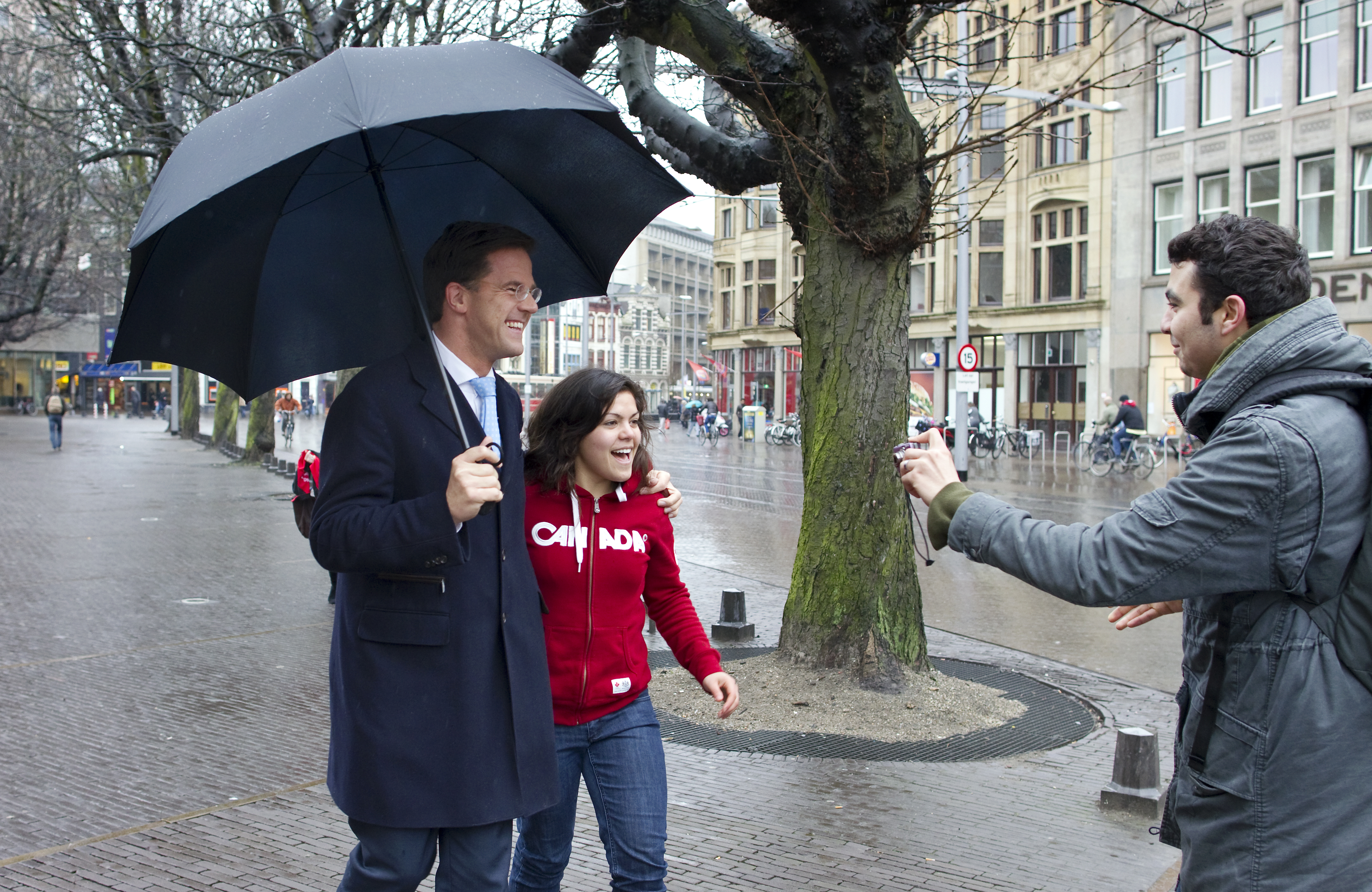
Le Premier ministre des Pays-Bas allant de son bureau à un plateau de télévision pour une interview, à La Haye. Des passants lui demandent une photographie.

Certaines personnalités refusent de se faire accompagner par du personnel de sécurité, pour rester accessibles. À titre d'exemple, malgré les recommandations de ses services, Mark Rutte, le Premier ministre des Pays-Bas, n'a pas de gardes du corps et n'a pas, avec son nouveau mandat[Quand ?], renoncé à son précédent mode de vie, faisant ses courses au supermarché et étant bénévole dans une école à raison de deux heures hebdomadaires. Il est parfois abordé par des journalistes qui le suivent à vélo alors qu'il relie le parlement à sa résidence par le même mode de transport. Pour ainsi lui poser des questions, ils l'attendent sur son itinéraire habituel, ce qui dérange les services logistiques de protection, un attentat étant facile à planifier. Malgré cela, il n'y a jamais eu de problème d'agression du Premier ministre depuis sa prise de fonction.

## Exercice en France
Aujourd'hui en France, le métier de garde du corps peut être exercé :
- au sein de sociétés privées : si une expérience préalable dans l'armée, la police ou la gendarmerie est généralement requise, la carte professionnelle d'agent de protection physique des personnes est obligatoire pour pouvoir travailler dans le domaine privé en France ;
- au sein de la police, où l'on qualifie également cette fonction de « agent de prévention et de sécurité en protection rapprochée ». Ces gardes du corps dépendent du service de protection des hautes personnalités (SPHP) Renommé le SDLP le 2 octobre 2013 , au sein de la police nationale. Il s'agit d'une fonction publique, accessible par concours interne au sein de la police ;
- au sein de la force sécurité-protection (FSP) du GIGN ;
- Au sein du RAID ;
- Au sein des armées, il existe diverses unités de protection rapprochée, notamment le détachement de protection rapprochée (DPR) au sein du 1er régiment de parachutistes d'infanterie de marine (commandement des opérations spéciales). Le Centre national d'entraînement commando dispose d'un détachement d'accompagnement d'autorité qui a la charge de former les officiers de sécurité accompagnant les autorités militaires (chefs de corps, généraux, etc.) sur les théâtres opérations extérieures[3].

En France le statut d'officier de sécurité privé ne confère aucun pouvoir de police, il a les mêmes prérogatives qu'un citoyen ordinaire en cas d'agression ou autre délit (sauf s'il agit sous l'autorité d'un officier de police judiciaire, ou OPJ). Contrairement à un agent de sécurité, qui ne peut exercer son activité que dans une enceinte close privée, doit avoir une tenue siglée identifiant sa profession, un officier de sécurité privé a autorité pour exercer dans le domaine public et peut travailler en civil et éventuellement armé (autorisation de port d'arme à titre exceptionnel délivrée par le ministère de l'Intérieur ; pour des personnes exposées à des risques d'atteinte à leur vie) tout cela réglementé par la loi.
La formation des gardes du corps des services officiels se déroule en interne. Pour les autres, la formation se fait par un centre de formation de protection rapprochée qui délivre des titres reconnus par le répertoire national des certifications professionnelles (RNCP). Il est également possible de suivre des formations à l'étranger.

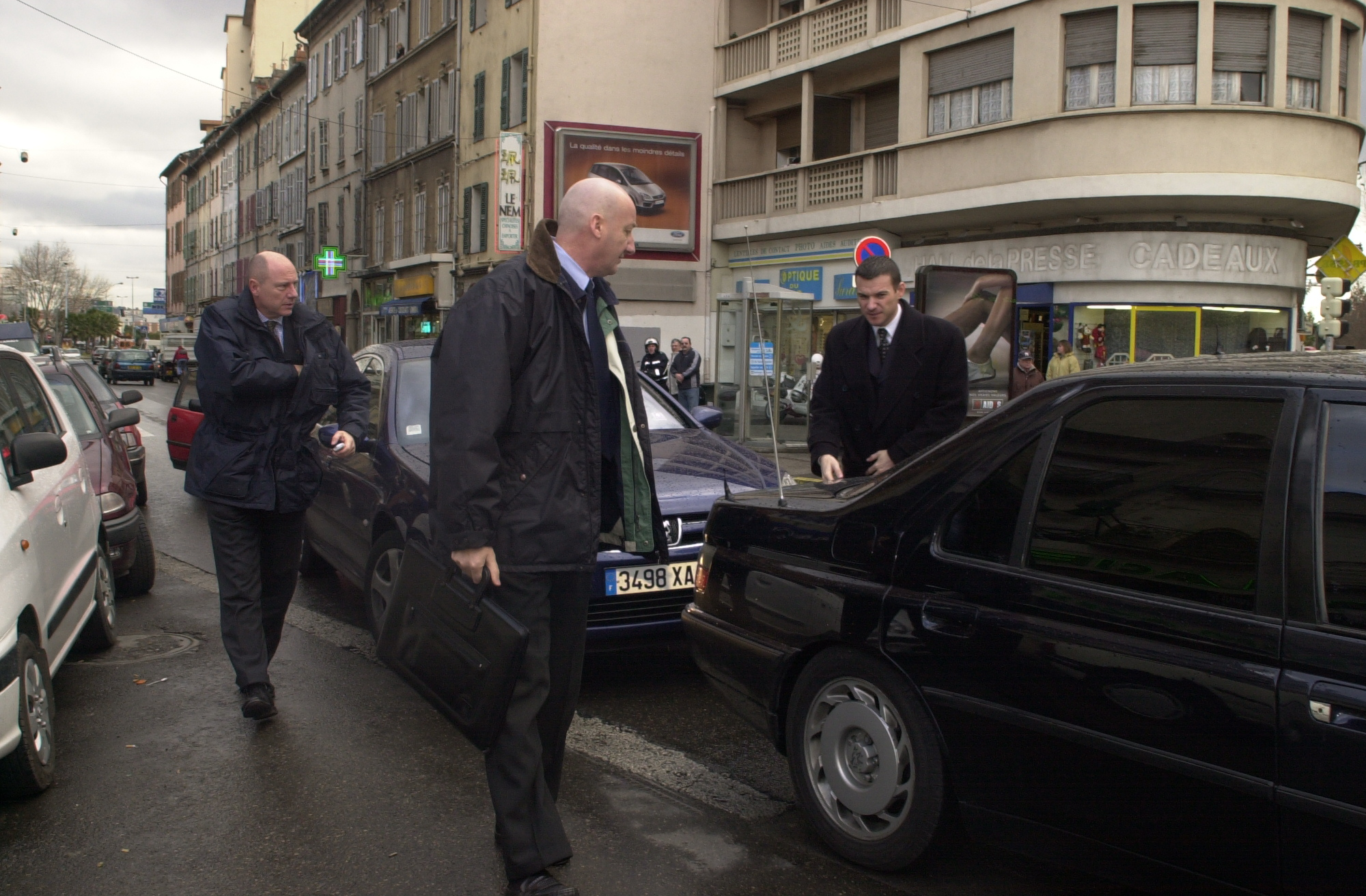
Agent Triptyque
Malette de protection balistique, serviette pare-balles ou simplement Kevlar. L’agent triptyque et souvent présent lors de déplacement de chef d’état ou homme politique de 1er rang. Le porte documents balistique est une solution discrète de protection rapprochée et de déploiement rapide. L’apparence non menaçante de ce produit facile à transporter le rend idéal pour les officiers de sécurité. Le porte documents peut être déployé d’une seule main pour fournir une ligne de défense importante pour les menaces balistiques et de fragmentation. 

## Conducteur de sécurité
Le conducteur de sécurité fait partie du dispositif de protection rapprochée, il est employé par une société de transport, sauf pour les services d'État. En plus d'être formé pour la conduite, il n'est pas obligé de suivre une formation de protection rapprochée. Cette profession n'a pas de statut spécifique.

## Représentation dans les médias
La profession de garde du corps suscite une abondante littérature et plus encore une représentation au cinéma où cette fonction fait régulièrement l'objet de films mettant ce métier en scène. Quelques exemples :
- Bodyguard, film de Mick Jackson (1992) avec Kevin Costner dans le rôle du garde du corps Frank Farmer, chargé de la protection d'une chanteuse interprétée par Whitney Houston.
- Dans la ligne de mire, film de Wolfgang Petersen (1993) avec Clint Eastwood dans le rôle de l'agent Frank Horrigan, ancien garde du corps du président.
- Yojimbo, film d'Akira Kurosawa (1961), avec Toshirō Mifune dans le rôle du samouraï Sanjuro Kuwabatake.
- L'Escorte, film de Ricky Tognazzi (1993) avec Enrico Lo Verso. Sicile, chargé de la protection rapprochée du juge Michèle de Francesco.
- Le Garde du corps (El Custodio), film de Rodrigo Moreno (2007) avec Julio Chávez dans le rôle du garde du corps d'un ministre espagnol.
- Hitman and Bodyguard (2017), avec Ryan Reynolds dans le rôle de Michael Bryce, le meilleur garde du corps au monde, chargé de protéger Darius Kincaid, le meilleur assassin au monde, afin qu'il témoigne dans un procès pour crimes contre l'humanité.

## Galerie

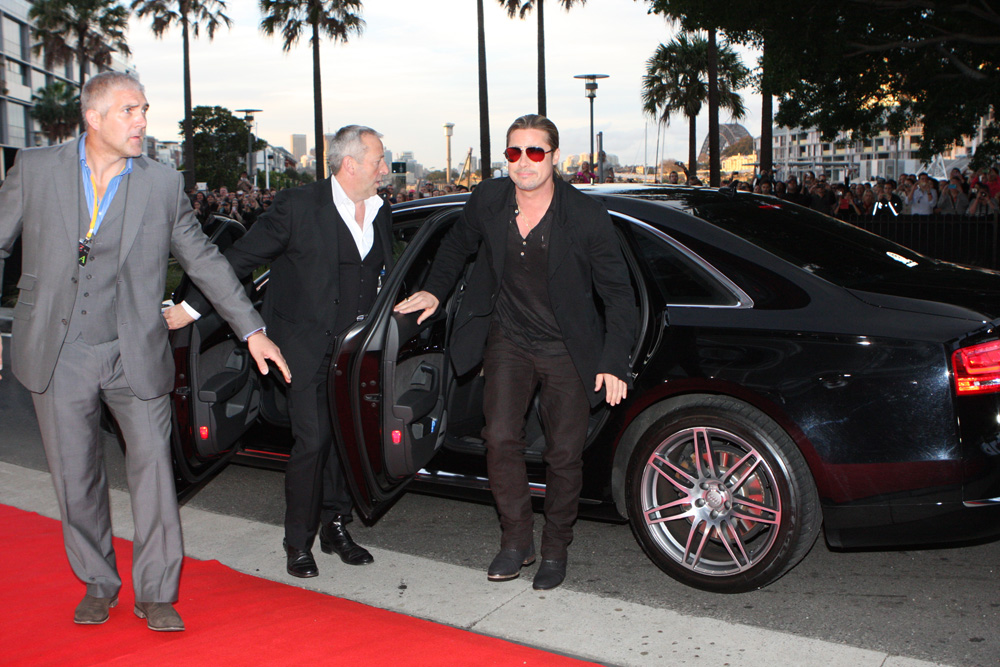
L'acteur américain Brad Pitt et sa protection à Sydney en 2013.
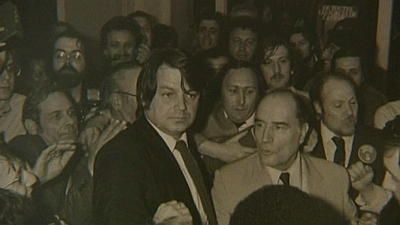
François Mitterrand avec son chauffeur et garde du corps.
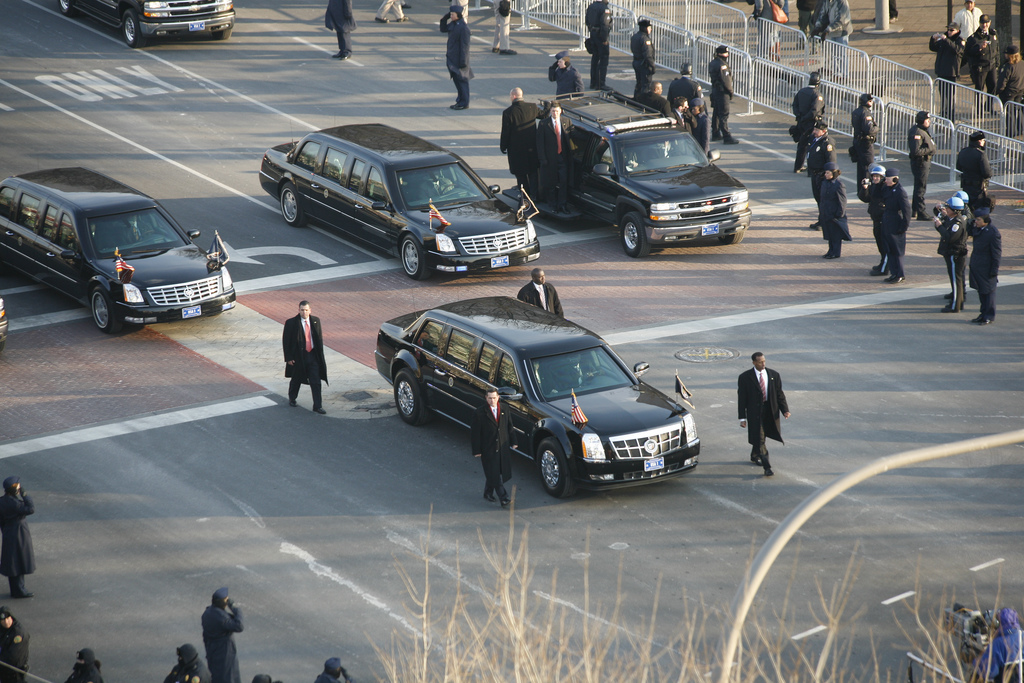
La limousine présidentielle américaine protégée par des gardes du corps à pied (2009).
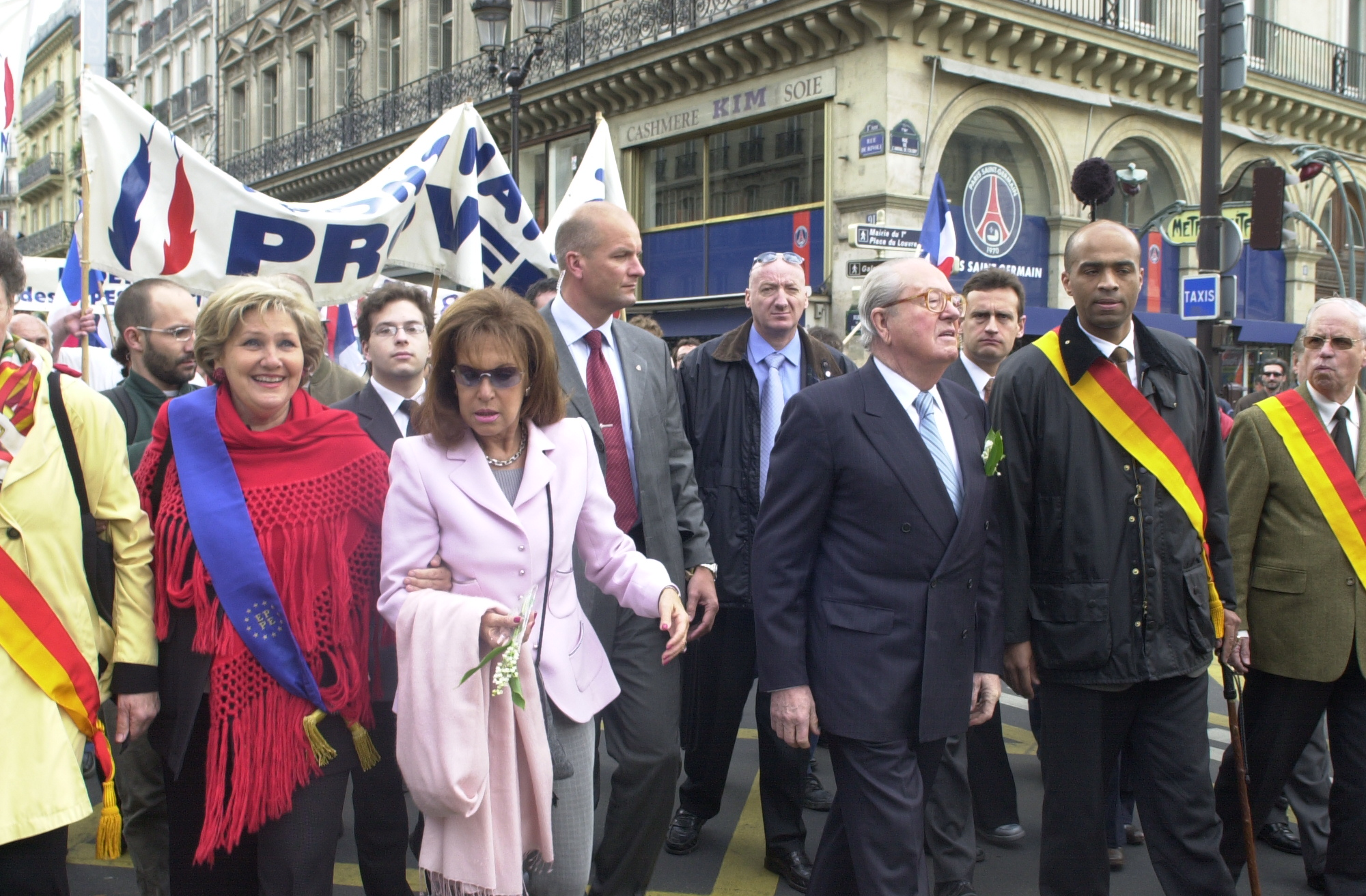
Jean Marie Le Pen et son garde du corps Thierry Legier et ses Officiers de Sécurité.